# Schizolaena milleri
Schizolaena milleri là một loài thực vật có hoa trong họ Sarcolaenaceae. Loài này được Lowry & al. miêu tả khoa học đầu tiên năm 1999.